# Primera categoria del Campionat de Catalunya de futbol 1919-1920
Resultats de la lliga de Primera categoria del Campionat de Catalunya de futbol 1919-1920.

## Sistema de competició
La competició, anomenada Primera Categoria A, va ser disputada per 6 equips en un grup únic. El primer classificat es proclamà campió de Catalunya i es classificà per disputar el Campionat d'Espanya. El sisè classificat disputà la promoció de descens.

## Classificació final
| Pos | Equip            | PJ | PG | PE | PP | GF | GC | DG  | Pts | Classificació |
| --- | ---------------- | -- | -- | -- | -- | -- | -- | --- | --- | ------------- |
| 1   | FC Barcelona (C) | 10 | 9  | 1  | 0  | 26 | 5  | +21 | 19  | Campió        |
| 2   | CE Sabadell      | 10 | 5  | 2  | 3  | 12 | 12 | 0   | 12  |               |
| 3   | RCD Espanyol     | 10 | 3  | 4  | 3  | 8  | 8  | 0   | 10  |               |
| 4   | FC Internacional | 10 | 3  | 2  | 5  | 9  | 13 | −4  | 8   |               |
| 5   | CE Europa        | 10 | 2  | 4  | 4  | 10 | 15 | −5  | 8   |               |
| 6   | FC Espanya (O)   | 10 | 1  | 1  | 8  | 4  | 16 | −12 | 3   | Promoció      |

El FC Barcelona es proclama campió. L'Espanya disputa la promoció per evitar el descens.

## Resultats
| Primera volta | Primera volta | Primera volta             | Primera volta |
| Jornada       | Data          | Local - Visitant          | Resultat      |
| ------------- | ------------- | ------------------------- | ------------- |
| 1             | 26-10-1919    | Internacional - Barcelona | 1-6           |
| 1             | 26-10-1919    | Espanya - Sabadell        | 0-1           |
| 1             | 26-10-1919    | Espanyol - Europa         | 2-2           |
| 2             | 09-11-1919    | Sabadell - Barcelona      | 0-2           |
| 2             | 09-11-1919    | Espanya - Europa          | 0-1           |
| 2             | 09-11-1919    | Internacional - Espanyol  | 0-1           |
| 3             | 16-11-1919    | Barcelona - Espanyol      | 2-0           |
| 3             | 16-11-1919    | Europa - Sabadell         | 0-2           |
| 3             | 16-11-1919    | Espanya - Internacional   | 0-2           |
| 4             | 23-11-1919    | Barcelona - Espanya       | 1-0           |
| 4             | 23-11-1919    | Espanyol - Sabadell       | 0-1           |
| 4             | 23-11-1919    | Europa - Internacional    | 1-2           |
| 5             | 30-11-1919    | Europa - Barcelona        | 0-1           |
| 5             | 30-11-1919    | Sabadell - Internacional  | 1-1           |
| 5             | 15-02-1920    | Espanyol - Espanya        | 2-0           |
|               |               |                           |               |

| Segona volta | Segona volta | Segona volta              | Segona volta |
| Jornada      | Data         | Local - Visitant          | Resultat     |
| ------------ | ------------ | ------------------------- | ------------ |
| 6            | 14-12-1919   | Barcelona - Internacional | 2-1          |
| 6            | 14-12-1919   | Sabadell - Espanya        | 2-1          |
| 6            | 22-02-1920   | Europa - Espanyol         | 0-0          |
| 7            | 11-01-1920   | Barcelona - Sabadell      | 4-0          |
| 7            | 11-01-1920   | Europa - Espanya          | 2-2          |
| 7            | 29-02-1920   | Espanyol - Internacional  | 0-0          |
| 8            | 18-01-1920   | Espanyol - Barcelona      | 0-1          |
| 8            | 18-01-1920   | Sabadell - Europa         | 3-0          |
| 8            | 18-01-1920   | Internacional - Espanya   | 0-1          |
| 9            | 25-01-1920   | Espanya - Barcelona       | 0-4          |
| 9            | 25-01-1920   | Sabadell - Espanyol       | 2-2          |
| 9            | 25-01-1920   | Internacional - Europa    | 0-1          |
| 10           | 08-02-1920   | Barcelona - Europa        | 3-3          |
| 10           | 08-02-1920   | Internacional - Sabadell  | 2-0          |
| 10           | 08-02-1920   | Espanya - Espanyol        | 0-1          |
|              |              |                           |              |

## Golejadors
| Gols |                   |                  |
| ---- | ----------------- | ---------------- |
| 15   | Paulino Alcántara | FC Barcelona     |
| 4    | Enric Alegre      | CE Europa        |
| 4    | Francesc Domènech | CE Sabadell      |
| 3    | Mateu             | CE Europa        |
| 3    | Agustí Sancho     | FC Barcelona     |
| 3    | Francesc Vinyals  | FC Barcelona     |
| 2    | Joan Tena I       | CE Sabadell      |
| 2    | Antoni Alcázar    | CE Europa        |
| 2    | Joan Pellicé      | CE Europa        |
| 2    | Ramon Torralba    | FC Barcelona     |
| 2    | Vicenç Martínez   | FC Barcelona     |
| 2    | José Millán       | FC Internacional |
| 2    | Joan Olivella     | FC Internacional |
| 2    | Sabaté Solà       | FC Internacional |
| 2    | Jaime Noguera     | RCD Espanyol     |
|      |                   |                  |

Notes
- Segons la premsa de l'època que es consulti els golejadors poden variar i en alguns casos poden no ser esmentats, per la qual cosa la classificació pot contenir errors.

## Promoció de descens
L'Avenç de l'Sport, campió de la Primera B, disputà la promoció enfront del FC Espanya, darrer de Primera A.
| FC Espanya  | 2 - 0 | Avenç de l'Sport |
| ----------- | ----- | ---------------- |
| Díaz · Díaz |       |                  |

| FC Espanya | 0 - 0 | Avenç de l'Sport |
| ---------- | ----- | ---------------- |
|            |       |                  |

El FC Espanya superà l'Avenç en el global dels dos partits i manté la categoria.

## Copa Barcelona
Aquest any la Federació Catalana de Clubs de Futbol tornà a programar la Copa Barcelona, que disputarien els clubs que havien guanyat el Campionat de Catalunya en edicions anteriors, és a dir, Barcelona, Espanyol i Espanya. No obstant, el Barcelona no hi prengué part. L'Espanyol fou campió.
| RCD Espanyol                | 3 - 1  | FC Espanya |
| --------------------------- | ------ | ---------- |
| Noguera · Noguera · Mairlot | [ 20 ] | Villena    |

| RCD Espanyol | 0 - 2  | FC Espanya      |
| ------------ | ------ | --------------- |
|              | [ 21 ] | penal · Segarra |

| RCD Espanyol | 6 - 1  | FC Espanya |
| ------------ | ------ | ---------- |
|              | [ 22 ] |            |